# 怪談 (2007年の映画)
『怪談』（かいだん）は、2007年公開の日本映画で、中田秀夫監督のホラー作品。原作は三遊亭圓朝の落語『真景累ヶ淵』。Jホラーシアター作品第4弾。

## キャッチコピー
ずっと、ずっと、ずっと、あなただけ。

## ストーリー
煙草売りの新吉と、浄瑠璃の一種である富本節の師匠をしている豊志賀。燃えるような恋に落ちた2人の出会いは、決して偶然ではなかった。
若く美しい新吉への豊志賀の愛は、いつしか異常なほどの独占欲に変わってゆく。新吉との小さな諍いから、左目の上に切り傷を負った豊志賀。その傷は徐々に広がっていき、妖艶で美しかった豊志賀の顔は醜く変わり果て、『このあと女房を持てば必ずやとり殺す』、そう書き残して死んでいった。
しかし当の新吉は豊志賀の執着もどこ吹く風で、豊志賀の死後も他の女性と新しい恋を楽しんでいた。すると、新吉と関係を持った女性達は皆次々に怪死を遂げていく。豊志賀の呪いは本物だったのか？
豊志賀と新吉の間に横たわる、おぞましくも哀しき因果が今、明かされていく。

## キャスト
- 深見新吉：尾上菊之助
- 豊志賀：黒木瞳
- お久：井上真央
- お累：麻生久美子
- お園：木村多江
- お賤：瀬戸朝香
- 三蔵：津川雅彦
- 深見新左衛門：榎木孝明
- 皆川宗悦：六平直政
- 勘蔵：光石研
- 講釈師：一龍斎貞水
- おみつ：清水ゆみ
- おこう：広田レオナ
- おせな：西野妙子
- 茂松：柳ユーレイ
- 甚蔵：村上ショージ
- お筆：絵沢萌子
- お定：宇津宮雅代

## スタッフ
- 監督：中田秀夫
- 製作者：松本輝起、北川淳一、稲田浩之、久松猛朗、千葉龍平、沼田宏樹、亀山慶二、中村邦彦、喜多埜裕明
- プロデューサー：一瀬隆重
- 製作総指揮：迫本淳一
- 原作：三遊亭圓朝
- 脚本：奥寺佐渡子
- 撮影：林淳一郎
- 特殊効果：岸浦秀一
- 視覚効果：橋本満明
- 美術監督：種田陽平
- 編集：高橋信之
- 音楽：川井憲次
- 音楽プロデューサー：慶田次徳
- アートディレクター：矢内京子
- サウンドエフェクト：柴崎憲治
- 衣装デザイン：黒澤和子
- 殺陣：高瀬将嗣
- 照明：中村裕樹
- 整音：柿澤潔
- 装飾：赤塚佳仁
- 特殊造型：松井祐一
- 録音：野中秀敏
- 助監督:佐伯竜一
- キャスティング - 山口正志
- 挿入曲：「fated」歌：浜崎あゆみ
- 製作委員会メンバー：松竹、メディアファクトリー、オズ、衛星劇場、エイベックス・エンタテインメント、ザナドゥー、テレビ朝日、名古屋テレビ放送、Yahoo! JAPAN

## エピソード
- 中田監督にとっては、5年ぶりの邦画作品である。
- 尾上菊之助は、この作品が映画初主演である。
- 映画化されたのは原作『真景累ヶ淵』の三分の一程度である。「豊志賀の死」を初めとする豊志賀と新吉の関係に焦点を絞ったため、いくつかの変更がなされている。
- 最大の変更点は、呪いの根源となる皆川宗悦の幽霊が登場せず、娘の豊志賀が宗悦の霊魂の役割も担っている。
- その他の大きな変更点は新吉とお賤が異父兄妹であるという事実を省いた点と、豊志賀と新吉が出会う時点ですでに新吉の兄によって殺されていたお園（豊志賀の妹）を生きていることにし、事件の目撃者としての役割を与えた点である。
- 脚本にはサマーウォーズやおおかみこどもの雨と雪の奥寺佐渡子が起用されている。小説版に行川渉『怪談』（角川ホラー文庫、2007年）がある。

## 関連イベント
- よみうりランド『怪談屋敷』

2007年7月14日～9月17日開催、映画をモチーフにした歩行（ウォークスルー）型お化け屋敷。